# Мамруков, Александр Прокопьевич
Александр Прокопьевич Мамруков (27 декабря 1926 — 9 августа 2008) — советский учёный, кандидат физико-математических наук, Заслуженный ветеран Сибирского отделения РАН.
Автор и соавтор около 100 научных публикаций.

## Биография
Родился 27 декабря 1926 года в деревне Камень Иркутской области.
В 1944 году Якутским райвоенкоматом был призван в ряды Красной. Участник Великой Отечественной и советско-японской войн, принимал участи в боях в Маньчжурии. Служил в войсках связи до 1950 года.
В 1956 году окончил Ленинградский государственный университет по специальности «физика» и прибыл в Якутск в составе ионосферной экспедиции Института земного магнетизма, ионосферы и распространения радиоволн Академии наук (ИЗМИРАН) в связи с подготовкой к Международному геофизическому году. Здесь была установлена постоянно действующая ионосферная станция, которая в 1960 году вошла в состав Якутского филиала Сибирского отделения Академии наук СССР (СО АН СССР) и стала частью геофизической обсерватории, руководимой Ю. Г. Шафером. В 1963 году ионосферная станция была преобразована в лабораторию ионосферных исследований, её заведующим с 1963 по 1993 год был А. П. Мамруков. В руководимой им лаборатории были защищены 1 докторская и 9 кандидатских диссертаций.
Под руководством Александра Прокопьевича была сконструирована и введена в действие от Тикси до Якутска меридиональная цепочка станций вертикального зондирования, наклонного зондирования и возвратно-наклонного зондирования ионосферы, эта работа была отмечена бронзовой медалью ВДНХ СССР и поощрительной премией СО АН СССР. В 1973 году в Иркутском государственном университете А. П. Мамруков защитил кандидатскую диссертацию на тему «Характеристики и особенности субавроральной ионосферы на Северо-Востоке СССР».
Умер 9 августа 2008 года. Похоронен на кладбище села Безрукавка Рубцовского района Алтайского края.

## Награды
- Орден Отечественной войны 2-й степени;
- Медаль ордена За заслуги перед Отечеством 2-й степени (1997)[5];
- Медаль «За боевые заслуги» (1945);
- Медаль «За победу над Японией» (1945);
- Бронзовая медаль ВДНХ СССР;
- Почётная грамота Президиума Верховного Совета Якутской АССР.